# Entgleist (1950)
Entgleist ist ein US-amerikanischer Kriminalfilm aus dem Jahr 1950 von Mitchell Leisen mit Barbara Stanwyck und John Lund in den Hauptrollen. Der Film wurde von Paramount Pictures produziert und basiert auf dem 1948 veröffentlichten Roman Ich heiratete einen Toten von Cornell Woolrich, für den er sein Pseudonym William Irish benutzte. Er wird zum Subgenre des Film noir gezählt.

## Handlung
Helen Ferguson lebt glücklich mit Mann und Kind in der Kleinstadt Caulfield. Ihr Glück wird jedoch von einem Mordfall überschattet. Als sie erfährt, dass die Polizei zu ihrem Haus unterwegs ist, betet sie, dass ihr Sohn ihre Sünden nicht mitbekommt und rekapituliert die Ereignisse der letzten Zeit.
Helen lebt in New York. Als sie schwanger wird, wird sie von ihrem Freund Steve Morley verlassen. Das Einzige, was er ihr gibt, ist eine Zugfahrkarte nach San Francisco. Im Zug lernt sie das Ehepaar Hugh und Patrice Harkness kennen. Auch Patrice ist schwanger und mit ihrem Mann auf dem Weg zu seinen Eltern, die Patrice bisher nicht kennenlernen konnten. Patrice und Helen gehen zum Waschraum. Patrice bittet Helen ihren Ehering kurz zu halten. In diesem Moment entgleist der Zug. Bei dem Unglück wird Helen bewusstlos, während Patrice und Hugh ums Leben kommen.
Im Krankenhaus bringt die bewusstlose Helen einen Jungen zur Welt. Als sie erwacht, wird sie für Patrice gehalten, da sie immer noch deren Ehering trägt. Sie versucht das Missverständnis aufzuklären, doch man glaubt, sie sei durch den Unfall und Hughs Tod hysterisch geworden. Der Arzt verabreicht ihr Beruhigungsmittel. Die Harkness sorgen sich um ihre vermeintliche Schwiegertochter, die, um das Wohlergehen ihres Babys besorgt, die Fassade nun aufrechterhält. Nach ihrer Genesung reist sie nach Caulfield und zieht in das Haus der Familie Harkness. Hier lernt sie Hughs Bruder Bill kennen. Helen lässt zu, dass ihr Junge auf den Namen Hugh getauft wird.
Hughs Eltern Grace und Donald Harkness sind anfangs irritiert über Helens mangelnde Kenntnisse über Hughs Leben und Eigenheiten, doch sie schieben das auf den Unfall. Bill hingegen hat den Verdacht, dass Helen eine Betrügerin ist, schweigt aber, weil er sich in sie verliebt hat. Am Weihnachtsabend teilen Donald und Grace Helen mit, dass sie ihr Testament zu Gunsten von Helen und ihrem Sohn geändert haben. Helen lehnt überrascht ab, doch kann sie nichts mehr dagegen tun. Bill gesteht ihr seine Liebe, doch Helen erbittet sich Bedenkzeit.
Bei einer Tanzveranstaltung begegnet Helen zu ihrem Entsetzen ihrem Ex-Freund Morley, der sie erpresst, ihre wahre Identität preiszugeben. Grace hat ein Bankkonto für Helen eröffnet, die Morley nun auszahlt. Der verlässt jedoch nicht wie versprochen die Stadt, sondern fordert von ihr, dass sie ihn heiratet, damit er später einen Anteil am Erbe erlangt. Da Grace und Donald Helen und den Jungen sehr lieben, steht Helen unter immensen Druck und willigt in die Hochzeit ein. In letzter Minute will Helen die Hochzeit abblasen. Morley greift zum Telefon und ruft die Harkness an. Die herzkranke Grace nimmt den Hörer ab und hört im Hintergrund Helens Flehen, dann bricht die Verbindung ab. Helen heiratet Morley, doch der Anruf hat Grace alarmiert, die Bill davon erzählt.
Helen kommt nach Hause und greift sich Donalds Gewehr, mit der Absicht Morley umzubringen. Als sie bei ihm ankommt, findet sie jedoch nur seine Leiche. Um sicher zu sein, schießt sie noch einmal auf ihn. Bill, der ihr gefolgt ist, glaubt, sie habe Morley umgebracht. Mit Helen lässt er alle Spuren verschwinden. Morley wird von einer Brücke auf einen Güterzug geworfen. Auf der Rückfahrt sagt Bill, dass er schon lange wisse, dass sie nicht die echte Patrice sein. Doch er liebe sie immer noch. Zu Hause angekommen finden sie Grace auf, die an einem Herzschlag gestorben ist.
Drei Monate später sind Bill und Helen verheiratet. Die Dienstmagd Josie übergibt ihnen eine Nachricht von Grace, die sie ihnen übergeben soll, falls ein Notfall eintrifft. In der Nachricht übernimmt Grace die Verantwortung für Morleys Tod. Weder Bill noch Helen können das glauben, dennoch besteht Bill darauf, die Nachricht der Polizei zu übergeben, damit Helen von jedem Verdacht befreit ist.
Als die Beamten ins Haus kommen, will Helen die Wahrheit sagen, doch die Polizisten informieren sie, dass Morley von seiner Freundin ermordet wurde. Diese Freundin wurde festgenommen und hat ein volles Geständnis abgelegt. Bill und Helen sind erleichtert.

## Produktion
Gedreht wurde der Film vom 21. Mai bis zum 25. Juli 1949 in den Paramount-Studios in Hollywood.
Regisseur Leisen sagte in einem Interview, er habe Sally Bensons Drehbuch abgelehnt und neu geschrieben. Catherine Turney schrieb den Prolog. Leisen verzichtete auf einen Credit für das Drehbuch, da er kein Mitglied Writers Guild of America war.
Barbara Stanwycks Rollenfigur war zuerst als Prostituierte angelegt. Die Production Code Administration billigte das Drehbuch so nicht, denn eine Prostituierte habe nach dem Hays Code für ihre Sünden mit dem Tod zu bezahlen. Leisen wollte solch ein tragisches Ende nicht akzeptieren.
1996 entstand mit Mrs. Winterbourne unter der Regie von Richard Benjamin eine weitere Verfilmung von Woolrichs/Irishs Roman.

## Stab und Besetzung
Hans Dreier und Henry Bumstead waren die Art Directors, Sam Comer und Ray Moyer die Szenenbildner, Edith Head die Kostümbildnerin. Gordon Jennings und Farciot Edouart sorgten für die Spezialeffekte, Wally Westmore für das Make-up.
In kleinen nicht im Abspann erwähnten Nebenrollen traten Virginia Brissac, Franklyn Farnum, Bess Flowers, Kathleen Freeman, Selmer Jackson, Barry Norton, Kasey Rogers und Dooley Wilson auf.
Lyle Bettger gab sein Kinodebüt.

## Veröffentlichung
Die Premiere des Films fand am 21. Februar 1950 statt. In der Bundesrepublik Deutschland kam er am 23. März 1951 in die Kinos, in Österreich am 17. August 1951.

## Kritiken
Das Lexikon des internationalen Films schrieb: „Spannendes, gut gespieltes, wenn auch wenig realistisches Kriminaldrama.“
Bosley Crowther von der The New York Times beschrieb den Film als sensationslüsternes künstliches Märchen, voll von an den Haaren herbeigezogenen Situationen und vorsätzlicher romantischer Klischees. Das Drehbuch bezeichnete er als Pfuscherei.
Die Kritik des Magazins Time Out fiel dagegen positiv aus. Der Film sei ein exzellenter kleiner Thriller, straff inszeniert und mit einer kraftvollen Darstellung von Barbara Stanwyck.
Die Variety lobte, der Film kombiniere eine Liebesgeschichte mit Melodrama und laufe mit der Intensität einer voll erblühten Seifenoper, alles zusammen ein befriedigendes Leinwanddrama.
Jay Carmody von der The Washington Evening Star schrieb, Leisens Regie sei nicht kunstvoll genug, um Stanwycks Abenteuer Plausibilität zu verleihen.